# Philippe Howard (13e comte d'Arundel)
Pour les articles homonymes, voir Philip Howard.
Philippe Howard (en anglais : Philip Howard) (28 juin 1557 – 19 octobre 1595), 13e comte d’Arundel, est un important noble anglais, incarcéré sur ordre de la reine Élisabeth Ire comme suspect de complot. Il a été canonisé par le pape Paul VI en 1970, comme l'un des martyrs d'Angleterre et du pays de Galles. Il est fêté le 19 octobre.

## Biographie
Né dans le Strand (Londres), il était le premier fils de Thomas Howard, 4e duc de Norfolk, et le seul enfant de Lady Mary FitzAlan, fille d'Henry FitzAlan, 12e comte d'Arundel. Il fut baptisé au palais de Whitehall en présence de la famille royale, et reçut son nom de son parrain, le roi Philippe II. Philippe Howard naquit pendant les moments heurtés et incertains de la Réforme anglaise, sous la reine Marie Tudor (épouse de Philippe II d'Espagne) qui avait forcé l'Angleterre à revenir au catholicisme. À partir de ses sept ans, il vécut dans un ancien monastère de chartreux. Le 1er octobre 1569, son père, Thomas Howard, fut arrêté et destitué. Il est finalement décapité pour complot contre la reine Élisabeth en 1572. Philippe bénéficie cependant de l'héritage de sa mère à la mort de son grand-père, devenant comte d'Arundel en 1580. À 14 ans, on fit épouser à Philippe sa belle-sœur, Anne Dacre (en). Il fut diplômé de St John's College (Cambridge) en 1574. À 18 ans, il fut présenté à la cour d’Élisabeth. Il semble avoir mené jusque-là une existence joyeuse, d'abord en tant qu'étudiant, puis en tant que favori de la reine.

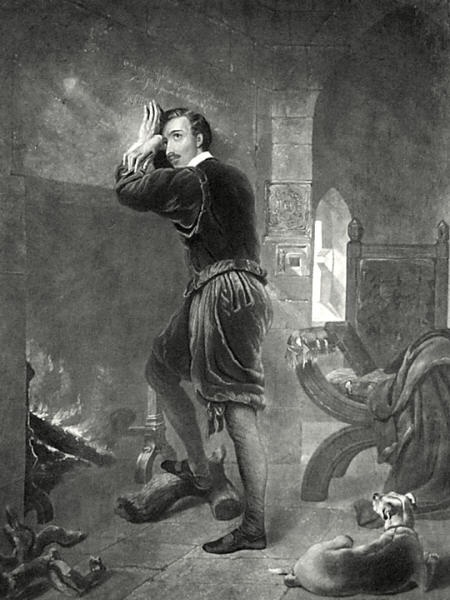
Gravure du XIX de William Barraud représentant le comte d'Arundel en détention à la tour de Londres.

En 1581, Philippe assista à un débat à la tour de Londres opposant les frères jésuites Edmund Campion et Ralph Sherwin à un groupe de théologiens protestants, et fut tellement impressionné par les arguments des catholiques que sa conversion fut immédiate. Il renonça à son passé frivole et se réconcilia avec sa femme.
Howard, comme d'autres membres de sa famille, était resté fidèle au catholicisme après l'arrivée au pouvoir de la reine Élisabeth. Ils essayèrent parfois de quitter l'Angleterre sans permission royale. S'il était possible à des particuliers de quitter le pays inaperçus, Howard était un cousin germain de la reine. Trahi par un domestique, il fut arrêté au large de Littlehampton, et jeté dans les geôles de la tour de Londres le 25 avril 1585. Quoique l'accusation de haute trahison ne fût jamais étayée, il passa dix années dans la tour, jusqu'à sa mort causée par une dysenterie. La reine Élisabeth ne signa jamais son décret d'exécution, mais Philippe était laissé dans le doute, n'ayant pour toute compagnie qu'un chien qui servait à porter des messages avec d'autres détenus, notamment le prêtre Robert Southwell. Bien que ces deux hommes célèbres n'aient jamais pu se rencontrer, le chien de Philippe leur permit de devenir amis et de se soutenir moralement l'un l'autre. Philippe adorait son chien, dont la mémoire est célébrée sur la statue du martyr dans la cathédrale d'Arundel.
Philippe grava sur un des murs de sa cellules les mots suivants : « Quanto plus afflictiones pro Christo in hoc saeculo, tanto plus gloriae cum Christo in futuro » (Plus nous endurons de souffrances pour le Christ en ce monde, plus nous serons glorieux avec le Christ dans l'autre (cf. Rm 8. 18 ; 2 Co 4. 17).
Agonisant, il en appela à la pitié de la reine pour lui permettre de voir une dernière fois sa femme et son fils, né après son emprisonnement. La souveraine répondit que s’il daignait, fût-ce une fois, assister à l'office protestant, non seulement il pourrait revoir sa femme et ses enfants, mais il serait rétabli dans ses titres et propriétés avec toutes les marques de sa faveur royale. À cela, Philippe aurait répondu : « Dites à Sa Majesté que si ma religion est cause de mes tourments, je regrette de n'avoir qu'une seule vie à perdre ». Il fut maintenu dans la tour, sans jamais revoir sa femme ni sa fille, et mourut dans la solitude de son cachot, le dimanche 19 octobre 1595. Les catholiques le proclamèrent d'emblée comme un de leurs martyrs.
Il fut inhumé sans cérémonie sous le dallage de la chapelle Saint-Pierre-aux-Liens, dans l'enceinte même de la tour de Londres. Vingt-neuf ans plus tard, sa veuve et son fils obtinrent du roi Jacques Ier d'Angleterre la permission de déplacer sa sépulture dans la chapelle Fitzalan située sur la moitié ouest du domaine du château d'Arundel.
Ses biens furent confisqués en 1589, mais son fils Thomas fut finalement rétabli dans ses droits et lui succéda comme comte d'Arundel, ainsi qu'en jouissance des autres titres de son grand-père.

## Postérité et vénération
Philippe Howard a été béatifié en 1929 par le pape Pie XI, puis canonisé en 1970 par Paul VI, en compagnie d'Edmond Campion, Robert Southwell, et d'autres, formant le groupe dit des quarante martyrs d'Angleterre et du pays de Galles. L'année suivante, son corps a été translaté dans un nouveau sanctuaire de la cathédrale d'Arundel qui changea de nom à cet égard et s'appelant désormais Notre-Dame-et-Saint-Philippe-Howard. En même temps, il est devenu le co-patron principal du diocèse d'Arundel et Brighton.
Alors qu'il était emprisonné dans la tour, Philippe Howard a réalisé une traduction anglaise latino-élisabéthaine de l'Épître de Jésus-Christ de Lanspergius, qui a été publiée à titre posthume à Anvers (1595, rééditée en 1871). La traduction en vers par Howard du poème de Marko Marulić Carmen de Doctrina Domini Nostri Jésus Christi (un dialogue entre un chrétien et le Christ), a tenu lieu d'introduction dans l'édition d'Anvers. Il est également l'auteur de trois traités manuscrits intitulés De l'excellence et de l'utilité de la vertu.

## Sources
- (en) Cet article est partiellement ou en totalité issu de l’article de Wikipédia en anglais intitulé « Philip Howard, 20th Earl of Arundel » (voir la liste des auteurs).
- Malcolm Brennan, Martyrs of the English Reformation.
- Sigrid Undset, "Stages on the Road," copyright 1934.
- History Orb
- Britannica Encyclopedia
- Jonathan Dewald, The European Nobility, 1400 – 1800, Cambridge University Press, 1996, p. 181.